# أكسيد النيكل الثنائي
 أكسيد نيكل ثنائي مركب كيميائي له الصيغة NiO ، ويكون على شكل بلورات خضراء .

## مخاطر صحية
إستنشاق أكسيد النيكل الثنائي لمدة طويلة يؤدي إلى أضرار جسيمة بالرئتين، مما يسبب تلف بالرئتين وفي بعض الحالات الإصابة بمرض السرطان.